# Bennie Logan
Bennie Cordell Logan (* 28. Dezember 1989 in Coushatta, Louisiana) ist ein ehemaliger US-amerikanischer American-Football-Spieler. Er spielte bei den Philadelphia Eagles, den Kansas City Chiefs sowie den Tennessee Titansin der National Football League (NFL) auf der Position des Nose Tackle.

## College
Logan besuchte die Louisiana State University (LSU) und spielte für deren Team, die Tigers, von 2009 bis 2012 erfolgreich College Football, so konnte er nicht nur 2011 mit seinem Team die Southeastern Conference gewinnen und in der Folge das BCS National Championship Game erreichen, das allerdings gegen den Rivalen Alabama Crimson Tide verloren ging, er selbst wurde wiederholt ausgezeichnet und in diverse Auswahlteams berufen. Insgesamt gelangen ihm 107 Tackles und 5,0 Sacks.

## NFL

### Philadelphia Eagles
Beim NFL Draft 2013 wurde er in der 3. Runde als insgesamt 67. von den Philadelphia Eagles ausgewählt. Logan konnte sich als Profi sofort etablieren und lief bereits in seiner Rookie-Saison in allen 16 Partien auf, acht Mal sogar als Starter.
In den folgenden drei Spielzeiten musste er nur verletzungsbedingt fünf Spiele pausieren, ansonsten wurde er immer als Starter aufgeboten und machte sich als stets verlässlicher Verteidiger – vor allem gegen das Laufspiel – einen Namen.

### Kansas City Chiefs
Im März 2017 wurde er von den Kansas City Chiefs als Ersatz für Dontari Poe verpflichtet und unterschrieb einen Einjahresvertrag in der Höhe von acht Millionen US-Dollar. In 15 Spielen gelangen ihm 52 Tackles und 1,5 Sacks.

### Tennessee Titans
Im April 2018 unterschrieb er bei den Tennessee Titans einen Einjahresvertrag über vier Millionen US-Dollar. Sein Vertrag wurde nach Ende der Saison nicht mehr verlängert.

## Nach der Karriere als Aktiver
Im März 2020 kehrte Logan an seine Alma Mater zurück und verstärkt nun als Defensive Line Analyst den Betreuerstab der Tigers.